# 乳果糖
乳果糖（INN:lactulose）是一種難以被身體吸收的糖類，主要用於治療便秘和肝性腦病。在治療便秘時，通常以口服方式給藥，而針對肝性腦病，則可選擇口服或是直腸給藥的方式。一般而言，口服後約8至12小時開始產生作用，但要顯著改善便秘症狀，可能需要長達兩天的時間。
使用乳果糖常見的副作用是腹部脹氣和腹部絞痛。由於此藥物可促進排便，有時可能會導致腹瀉，進而造成體內電解質不平衡，而需留意。個體於懷孕期間使用，目前尚無證據顯示會對胎兒造成傷害。一般也認為個體於進行母乳哺育時使用，對於嬰兒無安全上的顧慮。乳果糖從藥理學角度來看，是一種滲透性瀉藥。
乳果糖最早於1929年成功合成，並自1950年代開始進入醫療用途。乳果糖由牛奶中的乳糖製成，乳糖則是由兩種單醣：半乳糖和葡萄糖組成的雙醣。它已列入世界衛生組織基本藥物標準清單之中。乳果糖也有通用名藥物（學名藥）於市場上販售。乳果糖在2022年，是美國排名第267位最常經處方提供的藥物，累積處方箋的數量超過90萬張。

## 醫療用途

### 便秘
乳果糖是一種適用於長期治療各年齡層慢性便秘的選擇。醫師會根據患者便秘的嚴重程度和所需的排便效果來調整乳果糖的劑量，從輕微軟化糞便到導致腹瀉的程度不等。因為大多數乳果糖製劑在生產過程中會含有半乳糖，因此患有半乳糖血症的患者禁止使用此藥物。
臨床上，乳果糖也可透過軟化糞便，用於處理阿片類藥物導致的便秘副作用，及緩解痔瘡的症狀。
乳果糖經常被醫師處方給那些因為害怕排便而習慣憋便的兒童。當乳果糖的劑量調整適當時，會產生一股難以長時間忍耐的便意，而促使他們排便。此外，由於乳果糖的作用溫和且穩定，因此也常被用於年長的患者。

### 高血氨症
臨床上，乳果糖可用於處理高血氨症 - 指血液中氨的濃度異常升高，此可能會導致嚴重的肝性腦病。乳果糖通過其獨特的作用機制，有助於將血液中的氨 (NH₃) 困在結腸內並與此類氮胺結合。具體而言，乳果糖會被腸道菌分解產生酸性物質，酸化結腸環境，使原本容易通過細胞膜的氨轉變為帶正電荷的銨離子 (NH+₄)，而阻止其重新進入血液循環。乳果糖也能用於預防因使用治療癲癇及躁鬱症藥物丙戊酸而可能引起的高血氨症。

### 小腸細菌過度生長
乳果糖在過去被應用於小腸細菌過度生長 (SIBO) 的檢測。但學界目前對於其診斷SIBO的準確性存在諸多疑問。該檢測方法涉及給予患者高劑量的乳果糖，並隨後測量其呼氣中的氫氣濃度。如果呼出的氫氣在預期由結腸菌群正常消化乳果糖之前就上升，則視為陽性。這曾被認為是小腸消化的證據。然而，不同受檢者之間小腸蠕動時間的差異也可能是造成結果不同的原因。

### 懷孕
個體在懷孕期間使用尚未發現對胎兒有害的證據。一般認為在哺乳期間使用對於嬰兒也屬安全。

## 副作用
使用乳果糖常見的副作用有腹部絞痛、腸鳴和脹氣。對於健康的人來說，過量服用只會引起不適，並不會危及生命。不常見的副作用是噁心和嘔吐。對於敏感族群，例如老年人或腎功能不佳者，過量的乳果糖可能導致脫水和電解質失衡，例如低鎂血症。由於乳果糖無法被消化及吸收，不具營養價值，因此服用不會導致體重增加。雖然乳果糖相較於蔗糖更不容易引起齲齒，但它本質上仍屬於糖類，因此對於那些容易發生蛀牙的人群，仍應注意其潛在的致齲風險。
乳果糖不會在小腸被吸收，也不會被人體酵素分解，因此在大部分的消化過程中都保持在食糜中，通過滲透作用保留水分，導致糞便變得更軟、更易排出。它在結腸中產生第二種瀉藥效應，在那裡它被腸道菌群發酵，產生具有滲透作用和刺激腸道蠕動的代謝物（如醋酸鹽），但也會產生與脹氣相關的甲烷。
乳果糖在結腸中會被腸道菌群代謝分解為短鏈脂肪酸，例如乳酸和醋酸。這些脂肪酸會部分解離，增加結腸內容物的酸性（即提高腸道內的氫離子濃度）。這種酸性環境有利於將可自由擴散的氨 (NH₃) 轉化為不易被吸收的銨離子 (NH+₄)，從而將氨截留在結腸中，有效降低血液中的氨濃度。因此乳果糖具有治療肝性腦病的效力。特別是對於已發生過肝性腦病的肝硬化患者，乳果糖能有效預防其再次發作（二級預防）。此外，研究還顯示對於患有輕微肝性腦病的肝硬化患者，使用乳果糖治療可改善他們的認知功能和健康相關的生活品質。

## 化學性質
乳果糖是一種雙醣分子，其結構包含一個果糖單元和一個半乳糖單元。生乳中通常不含乳果糖，乳果糖主要是在牛奶經過加熱處理後才形成。研究顯示加熱的程度與乳果糖的生成量成正比，例如，低溫殺菌乳中的含量較低，而經容器滅菌的乳品中含量則會顯著升高（從3.5毫克/升到744毫克/升）。
商業化大量生產乳果糖為透過乳糖的異構化反應來完成。這個化學轉化過程有多種不同的反應條件和催化劑可資利用。

## 社會與文化

### 名稱
國際非專有藥名中的乳果糖是"lactulose"。它以各種不同的品牌名稱銷售，如Constulose,、Enulose,、Duphalac,、Chronulac,及Cephulac等。

### 取得
有乳果糖的通用名藥物在市面上販售。在大多數國家，它無需處方即可購買，但在美國和菲律賓則需要處方。

### 食品添加劑
在一些無需處方即可取得乳果糖的國家，乳果糖常被用作食品添加劑，以改善口感並促進腸道蠕動。

## 獸醫學用途
乳果糖在獸醫學中用於治療便秘和肝性腦病 - 與人類使用的適應症相同。